# Clarence Richard Silva
Clarence Richard Silva (Honolulu, 6 agosto 1949) è un vescovo cattolico statunitense, popolarmente conosciuto come "Larry Silva", dal 17 maggio 2005 vescovo di Honolulu.

## Biografia
Clarence Richard Silva è nato al Saint Francis Hospital di Liliha, Honolulu, nelle Hawaii, il 6 agosto 1949 da Richard, elettricista e meccanico di refrigerazione, e Catherine (nata Alves), casalinga. Pronipote di immigrati dalle Azzorre, Silva è stato battezzato nella chiesa di Sant'Antonio a Kailua. Durante il suo primo anno di vita la famiglia si è trasferita in California.

### Formazione e ministero sacerdotale
Ha frequentato la St. John the Baptist Elementary School di San Lorenzo, dove ha avuto per compagno di classe il comico Frank De Lima, e la Bishop O'Dowd High School di Oakland. Ha compiuto gli studi per il sacerdozio al St. Patrick College di Mountain View, dove nel 1971 ha conseguito il Bachelor of Arts, e al seminario "San Patrizio" di Menlo Park, dove nel 1975 ha conseguito il Master of Divinity. Ha studiato la lingua spagnola a Cuernavaca, in Messico, nelle estati del 1975 e del 1978.
Il 17 maggio 1974 è stato ordinato diacono nella chiesa di San Pio X da monsignor Joseph Thomas McGucken, arcivescovo metropolita di San Francisco. Ha quindi prestato servizio nella parrocchia di Sant'Agostino a Pleasanton dal 1974 al 1975. Il 2 maggio 1975 è stato ordinato presbitero per la diocesi di Oakland nella cattedrale di San Francesco di Sales da monsignor Floyd Lawrence Begin. In seguito è stato vicario parrocchiale della parrocchia di San Bernardo a Oakland dal 1975 al 1978; vicario parrocchiale della parrocchia di Nostra Signora del Rosario a Union City dal 1978 al 1979; direttore delle vocazioni dal 1979 al 1983; vicario parrocchiale della parrocchia di San Beda a Hayward dal 1983 al 1984; parroco della parrocchia di San Pietro Martire a Pittsburg dal 1984 al 1986 e parroco della parrocchia di Sant'Antonio a Oakland dal 1986 al gennaio 1991. Ha quindi trascorso un periodo di studi all'Istituto per l'educazione teologica permanente del Pontificio collegio americano del Nord a Roma dal gennaio all'agosto del 1991. Tornato in patria è stato parroco della parrocchia di San Giovanni Battista a El Cerrito dal 1991 al 1994; parroco della parrocchia di Sant'Andrea e San Giuseppe a Oakland dal 1994 al 1999; parroco della parrocchia di San Patrizio a Oakland dal 1998 al 1999; parroco della parrocchia di Nostra Signora di Guadalupe dal 2000 al 2003 e vicario generale e moderatore della curia dal 2003 al 2005.
In qualità di vicario generale è stato determinante nella progettazione e della costruzione della cattedrale di Cristo Luce delle Genti che ha sostituito la cattedrale di San Francesco di Sales distrutta dal terremoto di Loma Prieta il 17 ottobre 1989.
Durante i periodi trascorsi come parroco, per due volte è stato decano e membro eletto del consiglio presbiterale.

### Ministero episcopale
Il 17 maggio 2005 papa Benedetto XVI lo ha nominato vescovo di Honolulu. Uno dei suoi primi atti da vescovo eletto è stato quello di recarsi in pellegrinaggio a Kalaupapa, sull'isola di Molokai, il 19 maggio, per rendere omaggio ai beati Damiano de Veuster e Marianna Cope. La seconda era stata beatificata da papa Benedetto XVI solo pochi giorni prima, il 14 maggio. Parlando del suo pellegrinaggio, Silva ha detto: "Lascerò che mi autorizzi nel mio ministero al popolo delle Hawaii. Damien è stato il mio eroe da quando ero ragazzo". Il bisnonno di Silva era infatti un paziente del lebbrosario gestito dal beato. Ha ricevuto l'ordinazione episcopale il 21 luglio successivo presso la Neal Blaisdell Arena di Honolulu dall'arcivescovo emerito di San Francisco William Joseph Levada, prefetto della Congregazione per la dottrina della fede, co-consacranti il vescovo di Oakland Allen Henry Vigneron e il vescovo emerito della stessa diocesi John Stephen Cummins. È il primo vescovo di Honolulu originario delle Hawaii.
Come il suo predecessore, monsignor Francis Xavier DiLorenzo, si è occupato dei sacerdoti accusati di abusi su minori. Un altro problema che Silva ha dovuto affrontare quando ha assunto la guida della diocesi hanno incluso il declino delle vocazioni e le conseguenti difficoltà nell'assunzione di personale nelle parrocchie anche per gli scandali di abusi sessuali.
Il 25 novembre 2005 ha ordinato il primo presbitero, Johnathan Hurrell, SS.CC., presso la chiesa di San Patrizio a Kaimuki, Honolulu.
È stato uno dei principali promotori delle cause di canonizzazione di Damiano de Veuster e Marianna Cope. Con la canonizzazioni di padre Damien nel 2009 e di madre Marianne nel 2012, il vescovo Silva ha raggiunto la particolarità di essere l'unico vescovo nella storia americana che ha visto due persone della sua diocesi canonizzate durante il suo episcopato. In effetti anche l'arcidiocesi di Filadelfia ha due suoi fedeli canonizzati ma i riti si sono svolti durante due diversi episcopati.
Nel giugno del 2013, nell'ambito di una cerimonia speciale tenutasi presso la cattedrale di Nostra Signora della Pace, è stato insignito del titolo di cavaliere compagno dell'Ordine reale di Kamehameha I. È stato premiato per aver "guadagnato il rispetto e l'ammirazione degli Alti Capi, del Capo, degli Ufficiali, Mamo Hawaii e Na Wahine Hui o Kamehameha I per il suo spirito ecumenico di aloha, gentilezza, sensibilità per i nostri modi isolani e per il suo amore per la cultura hawaiana e tutte le culture per le persone di tutto il mondo che chiamano le Hawaii casa".
È anche membro del Sovrano Militare Ordine di Malta.
Nell'aprile del 2020 il vescovo Silva ha annunciato durante una messa domenicale che la diocesi di Honolulu stava pagando milioni di dollari per risolvere precedenti casi di abusi sessuali. Silva ha anche riconosciuto che la diocesi stava ancora affrontando un gran numero di cause per abusi sessuali.
Nell'aprile 2012 e nel gennaio del 2020 ha compiuto la visita ad limina.
In seno alla Conferenza dei vescovi cattolici degli Stati Uniti è membro del sottocomitato per l'Asia e le isole del Pacifico dal 2008. In precedenza è stato membro del comitato per la protezione dei bambini e dei giovani dal 2011 al 2014.
È anche membro ex-officio del consiglio del St. Francis Healthcare System.

## Genealogia episcopale
La genealogia episcopale è:
- Cardinale Scipione Rebiba
- Cardinale Giulio Antonio Santori
- Cardinale Girolamo Bernerio, O.P.
- Arcivescovo Galeazzo Sanvitale
- Cardinale Ludovico Ludovisi
- Cardinale Luigi Caetani
- Cardinale Ulderico Carpegna
- Cardinale Paluzzo Paluzzi Altieri degli Albertoni
- Papa Benedetto XIII
- Papa Benedetto XIV
- Papa Clemente XIII
- Cardinale Bernardino Giraud
- Cardinale Alessandro Mattei
- Cardinale Pietro Francesco Galleffi
- Cardinale Giacomo Filippo Fransoni
- Cardinale Carlo Sacconi
- Cardinale Edward Henry Howard
- Cardinale Mariano Rampolla del Tindaro
- Cardinale Rafael Merry del Val y Zulueta
- Cardinale Giovanni Vincenzo Bonzano
- Arcivescovo Edward Joseph Hanna
- Arcivescovo John Joseph Cantwell
- Arcivescovo Joseph Thomas McGucken
- Cardinale Timothy Manning
- Cardinale William Joseph Levada
- Vescovo Clarence Richard Silva

## Araldica
| Stemma | Titolare                                   | Descrizione |
|        | Clarence Richard Silva Vescovo di Honolulu | Secondo la tradizione araldica ecclesiastica dei paesi anglosassoni, lo stemma del vescovo è impalato con quello della diocesi a simboleggiare la relazione tra l'uomo e l'ufficio che ricopre. Nella parte destra dello scudo (in araldica, destra e sinistra si scambiano dal punto di vista dell'osservatore poiché è consuetudine considerare la parte destra e sinistra dal punto di vista del soldato che teneva in mano il proprio scudo e lo descriveva dal suo punto di vista), troviamo rappresentato lo stemma della diocesi di Honolulu. Esso è costituito da una croce che rappresenta la fede piantata dai primi missionari alle Hawaii, posta su un campo rosso. Questo infatti è il colore dominante sul Sigillo delle Hawaii. L'ordine dei colori dall'alto a sinistra è rosso, bianco e blu, i colori della bandiera delle Hawaii. La croce è argento e azzurro, i colori della Beata Vergine Maria, patrona della diocesi con il titolo di Nostra Signora della Pace. Nel secondo e terzo cantone creato dalla croce si trova una palla bianca kapa sopra uno stendardo nero, un antico simbolo cerimoniale hawaiano che indica protezione o un luogo di rifugio, derivato dal Sigillo del Territorio delle Hawaii al momento della fondazione della diocesi nel 1941. Nella parte sinistra dello scudo vi è lo stemma di monsignor Silva. "Silva" significa "foresta" in portoghese. Lo stemma contiene pertanto tre alberi. L'albero a sinistra è la quercia, simbolo di Oakland, la diocesi in cui è stata coltivata la fede del vescovo Silva e dove ha prestato servizio come sacerdote per trent'anni. L'albero centrale è la croce, l'albero della vita. Le sue foglie sono foglie di ulivo, a simboleggiare Nostra Signora della Pace, patrona della diocesi di Honolulu, sotto la cui protezione monsignor Silva affida il suo ministero episcopale. Inoltre, "Honolulu" significa "porto pacifico". Gli alberi sono posti su un'isola su un campo azzurro che simboleggia l'Oceano Pacifico, che circonda le isole hawaiane e tocca le coste della California. Il nome dell'oceano si riferisce anche al vescovo come servo del Principe della Pace. Come motto ha scelto l'espressione "Witness to Jesus" che significa "Testimone di Gesù". Essa è tratta dal versetto 19,10 del Libro dell'Apocalisse e ricorda che tutti i programmi, le funzioni amministrative e le attività della Chiesa hanno un solo scopo: dare testimonianza al Signore Gesù risorto e vivente. Lo stemma è completato con gli ornamenti esterni che sono una croce processionale episcopale d'oro, posta dietro allo scudo e che si estende sopra e sotto lo stesso e un cappello ecclesiastico chiamato galero, con sei nappe in tre file su entrambi i lati dello scudo. Queste sono le insegne araldiche di un prelato del grado di vescovo come da disposizione della Santa Sede del 31 marzo 1969. Lo stemma è stato elaborato da Quang Dong e Thanh Dong, presbiteri della diocesi di Oakland. |